# Kolymské povídky
Kolymské povídky (rusky: Колымские рассказы) jsou kniha ruského spisovatele Varlama Šalamova popisující život v pracovních táborech gulagu v Sovětském svazu. Šalamov sám strávil jako vězeň čtrnáct let v kolymských lágrech a dílo je tak inspirováno jeho vlastními zážitky a zkušenostmi. Kolymské povídky se řadí mezi nejznámější díla o sovětských táborech nucených prací. 

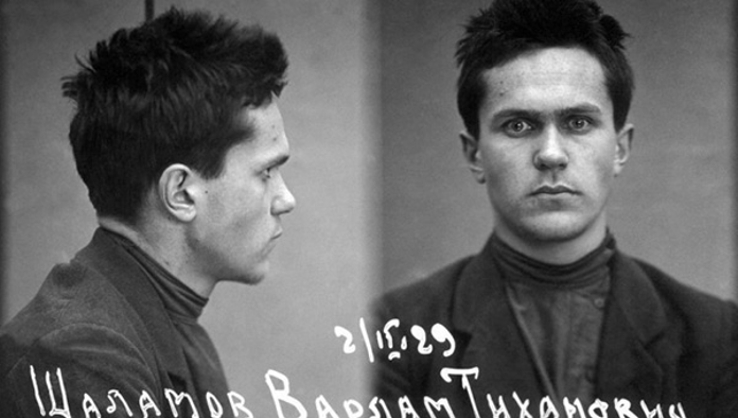
Šalamovova fotografie po jeho prvním zatčení v roce 1929

Do lágru na Kolymu byl Šalamov odeslán po svém druhém zatčení v roce 1937. Propuštěn byl v roce 1953, načež začal sepisovat svou práci popisující každodenní život vězňů sovětských gulagů. Na tomto díle pracoval bezmála dvacet let, avšak za jeho života nebyly Kolymské povídky v Sovětském svazu vydány. Originální rukopis Šalamova díla se v roce 1966 dostal do Spojených států, kde některé povídky jednotlivě vycházely v letech 1970 až 1976. Londýnské nakladatelství Overseas Publications Interchange Ltd otisklo ruské vydání Šalamovy knihy v roce 1978. V Sovětském svazu, kde se předtím šířila prostřednictvím samizdatu, směla Šalamova próza oficiálně vycházet teprve od roku 1987. Stalo se tak pět let po autorově smrti, dík Gorbačovově politice glasnosti. Některé z Šalamových Kolymských povídek vydal v roce 1988 časopis Novyj mir. První oficiální české vydání knihy přeložené Sergejem Machoninem vyšlo v Česku v roce 1995. 

## Knihy vydané v ČR (výběr)

### Kolymské povídky (sebrané spisy I.)
Vysoce hodnocená (přes 90%) kniha povídek ze sovětských gulagů. Sbírka se nekryje se stejnojmenným výborem, vydaným v Mladé frontě roku 1995, přestože řadu povídek najdeme v obou. Kniha je první částí souborného vydání díla Varlama Šalamova a řídí se přáním autora a povídky vycházejí ve sbírkách tak, jak je rozdělil jejich autor.
Kniha obsahuje následující povídky:

#### Sněhem
V zasněžené krajině člověk proráží cestu, propadá se do hlubokého sněhu a značí trasu nepravidelnými stopami. Když se unaví, odpočívá a sleduje kouř z cigarety v bezvětří. Směr cesty si určuje podle orientačních bodů, jako kormidelník řídí loď po řece. Skupina pěti až šesti lidí pečlivě prošlapává cestu vedle sebe, aby vytvořili pevný podklad pro další. Pokud by šli v jedné stopě, vznikla by nepraktická stezka. Průkopník v čele se střídá, každý musí našlapovat na netknutý sníh. Cestu nevyužívají autoři, ale ti, kdo přicházejí po nich – čtenáři.

#### Na sekeru
Vězni v táboře se scházejí na karetní hry u kočího Naumova, kde dozorci nezasahují. Hlavní postavou je Sevočka, mistr podvodných triků. Karty vyrábějí sami vězni z knížek, inkoustu a šablon. Hraje se o oblečení a cenné věci. Naumov postupně prohrává svůj majetek a nakonec hraje „na sekeru“, tedy na dluh. Když nemá čím platit, pokusí se získat svetr od Garkunova, který odmítá. Vězni ho napadnou, a nakonec je zabit. Sevočka si klidně složí jeho svetr do kufru, zatímco ostatní se rozcházejí. Karetní hra skončila, ale smrt v táboře je jen součást pravidel.

#### V noci
Po skromné večeři se Glebov a Bagrecov vydávají do noci. Jejich cesta vede ke skále, kde tajně odhrabávají kameny, aby odkryli tělo mrtvého vězně. V chladném světle měsíce naleznou nehybnou postavu – mladého muže s ostříhanými nehty a téměř novým oblečením. Po namáhavém vyproštění mu svlékají košili a spodky, které si Glebov ukryje pod blůzu. Přesto odmítá si je obléct hned. Poté tělo znovu zasypou kameny a v tichosti odcházejí. Jak putují zpět, Glebov cítí, jak se mrtvého prádlo v jeho náručí zahřívá a pomalu přestává být cizí.

#### Tesaři
Vězni pracují v nelítostném mrazu, kdy plivanec v letu zamrzá a vyčerpání je smrtelné. Potašnikov ví, že dlouho nevydrží, a zoufale hledá únik. Když správa hledá tesaře, přihlásí se, i když řemeslu nerozumí. Spolu s Grigorjevem, bývalým studentem filologie, se dostávají do truhlárny, kde vládne teplo. Tam se pokusí předstírat své dovednosti. Starý nástrojař Arnštrem jim pomůže – dá jim hotová topůrka a nechá je zůstat u kamen. Dva dny se hřejí a pak mráz poleví. Díky této lsti přežijí nejkrutější chlad a získají naději na další dny.

#### Individuální výměr
Dugajev, mladý vězeň, dostává individuální výměr – práci, kterou musí splnit sám. Vyčerpaný a hladový, bez zkušeností s těžkou dřinou, se snaží kopat a vozit zeminu. Přestože se snaží, dosáhne jen 25 % normy. V táboře platí nemilosrdná pravidla – neumí krást, nemá šanci přežít. Večer ho předvolají k výslechu, kde jen mechanicky odpovídá na čtyři otázky. Další den opět pracuje, ale v noci ho vojáci odvádějí pryč. Když si uvědomí, že jde na popravu, lituje všeho utrpení, kterým prošel. Jeho poslední úsilí bylo marné, konec byl předem daný.

#### Balíček
Vězni dostávají balíčky na strážnici, ale kontrola je tvrdá – jídlo se ničí, obsah rozhazuje. Hlavní postava dostane burky, luxusní boty, které zde nemají využití. Důlní dozorce Bojko mu je za sto rublů koupí. Radostně plánuje, co si za peníze koupí, ale hned po nákupu ho v baráku okradou a zbijí. V zoufalství vaří sušené švestky, ale i to mu dozorci zničí. V noci přivlečou Jefremova, kterého zmlátili za krádež dřeva. Týdny leží v bolesti, než umře. Život v táboře je krutý – naděje na lepší osud končí v násilí a hladu.

#### Déšť
Déšť padá už třetí den, vězni stojí promoklí ve svých kutacích jámách, neschopni dosáhnout věčně zmrzlé půdy. Pracují mlčky, obklopeni beznadějí, zatímco dozorci v suchu doufají, že chlad a mokro je přinutí pracovat rychleji. Hlavní postava přemýšlí o lidské houževnatosti a marném pokusu zmrzačit se, aby unikla dřině. Vzpomíná na ženu, která jim slovy dodala naději. Agronom Razovskij najednou vykřikne, že život nemá smysl. Při dalším pokusu o sebevraždu se snaží strčit nohu pod vozík, ale neúspěšně. Následně je souzen a odeslán jinam – správa se bojí vězeňské pomsty.

#### „Kant“
Vězeň dostává „kant“ – dočasně lehčí práci, sběr limbového jehličí pro výrobu vitamínového extraktu proti kurdějím. Práce bez eskorty mu přináší pocit svobody, když stoupá do hor v klidném zimním tichu. Limba je mu blízká svou odolností i schopností předpovídat počasí. Se zkušenějším kolegou pracují ve dvojici, ale on sám je slabý a pomalý. Aby splnili normu, kolega nenápadně přidá do pytle kámen. Po uhašení ohně spěchají zpět do tábora, aby stihli polévku – jediné jídlo, na které při této práci mají nárok. Přesto je den v horách úlevou od tvrdé dřiny ve výkopech.

#### Suchý příděl
Čtyři vězni jsou posláni do srubu v horách, aby prosekávali průsek. Dostávají poprvé do rukou svůj příděl potravin, ale rychle si uvědomují, že ani tak nebudou sytí. Práce v lese je méně krutá než v dolech, ale brzy zjistí, že jejich výkon je nedostatečný. Vědí, že je čeká návrat do tábora. Ivan Ivanovič, kdysi silný a uznávaný, už nevidí východisko a v noci se oběsí. Jeho věci si ostatní rozdělí. Saveljev, zoufalý z osudu, si usekne čtyři prsty, aby se vyhnul práci. Je odveden k vyšetřování, zatímco Féďa píše matce dopis: „Mám se dobře a šaty nosím podle ročního období.“

#### Napaječ
V táboře dojde k šestihodinovému výpadku práce, když selže napaječ – zařízení rozehřívající zmrzlou půdu. Vedoucí úseku Kudinov opakovaně upozorňoval na jeho poruchy, ale vrchní inženýr to ignoroval. Při teplotě pod -50 °C nemají vězni kam se uchýlit, eskorta jim neumožní návrat do baráků a rozdělávání ohně je zakázané. Hlášení vedoucího úseku však nevede k řešení, ale k absurdnímu trestu – napaječ je považován za vězně a dostává třídenní disciplinární trest a přesun do zostřeného režimu. Inženýr Gorev je pouze napomenut. Táborová byrokracie dosahuje groteskního vrcholu.

#### Apoštol Pavel
Hlavní postava se po úrazu dostává jako pomocník k truhláři Adamu Frizorgerovi, bývalému pastorovi. Frizorger je mírný a laskavý člověk, který se drží víry. Když se jednou splete a omylem zařadí apoštola Pavla mezi dvanáct apoštolů, prožívá to jako velký hřích a pláče. Celé noci se modlí a cítí hlubokou hanbu. Svou jedinou dceru nosí v srdci a pečlivě si schovává její fotografii. Když přijde pošta, ukáže se, že jeho dcera se ho zřekla jako „nepřítele lidu“. Aby ho ušetřili bolesti, vězňové dopis spálí. Hlavní postava je brzy převezena jinam, ale na Frizorgera nikdy nezapomene.

#### Bobule
Vězňové v táboře pracují v lese, kde dobývají dřevo. Hladoví a vyčerpaní, sbírají bobule, které mráz proměnil v jemnější a sladší lahůdku. Rybakov sbírá bobule do plechovky, protože mu za ně kuchař eskorty slíbil kousek chleba. Postupně se však přiblíží k hranici „zakázané zóny“. Hlavní postava ho varuje, ale Rybakov se rozhodne riskovat pro poslední bobule. Strážný Šedej kšilt bez varování vystřelí a Rybakov padne mrtvý k zemi. Druhý výstřel je jen pro formu. Hlavní postava schová Rybakovovu plechovku s bobulemi – možná mu za ně dají chleba. Strážný se na něj podívá a suše pronese: „Chtěl jsem tebe.“

#### Čubka Tamara
Táborový kovář Kuzněcov v tajze najde vyhladovělou jakutskou fenku, která se připojí k osadě. Dostane jméno Tamara a brzy porodí štěňata. Je loajální jen k těm, kterým důvěřuje, a odmítá jíst cokoliv mimo lidskou ruku. Když do tábora dorazí „operativní četa“ pátrající po uprchlých vězních, Tamara se bez váhání vrhne na jednoho z nich. Všichni chápou, že má s těmito lidmi vlastní bolestnou zkušenost. Velitel Nazarov se ji pokusí zastřelit, ale je zastaven. Když následující den opouští tábor, v poslední chvíli se vrací a ze samopalu Tamaru chladnokrevně zabije. Brzy poté však umírá sám – během sestupu z hory se napíchne na ostrý pařez.

#### Cherry brandy
Básník umírá v tranzitním baráku, vyčerpaný hladem a zimou. Myšlenky mu bloudí mezi poezií a smrtí, mezi nesmrtelností jeho veršů a ztrátou vlastní síly. Věří, že život a inspirace jsou totéž, že poezie ho doslova udržuje při životě. Přesto je jeho tělo stále slabší. Když konečně dostane příděl chleba, chamtivě se do něj zakousne, ignoruje krvácení z kurdějemi postižených dásní. Sousedé ho varují, aby si nechal jídlo „na později“. Básník s úsměvem odpoví: „Na jaký pozdějc?“ Večer umírá. Spoluvězni však dva dny předstírají, že žije, aby za něj mohli fasovat chléb.

#### Dětské obrázky
Vězni dostanou práci u cirkulárky, což je lehčí úkol než obvykle. Po práci se vydávají prohledávat odpadky a hledají cokoli použitelného – staré ponožky, zmrzlé zbytky jídla. Hlavní postava najde dětský školní sešit plný pečlivě malovaných obrázků. Nejprve si připomene své vlastní dětství, ale pak si uvědomí, že chlapec, který kreslil tento sešit, znal jen ostnaté dráty, strážní věže, vojáky a vlčáky. Jeho svět byl sevřený ploty a ozbrojenou eskortou. Spoluvězeň sešitem pohrdavě prolistuje a bezcitně ho roztrhá, čímž ho odsoudí k zapomnění stejně jako mnoho jiných příběhů tábora.

#### Kondenzované mléko
Hlavní postava přežívá v táboře v zoufalém hladu a bezmoci. Její starý známý Šestakov, který pracuje v geologickém průzkumu, jí nabídne útěk k moři. Slíbí jí zásoby a dokonce přinese dvě plechovky kondenzovaného mléka – vzácný poklad. Hlavní postava mléko dychtivě sní před pohledy ostatních vězňů, ale nakonec si uvědomí pravdu: Šestakov plánuje podvod, chce zorganizovat falešný útěk a tím si zajistit výhody. Odmítne se připojit. Šestakov i pět dalších mužů uprchnou, ale dva jsou zabiti a tři odsouzeni. O půl roku později se znovu setkávají – Šestakov je stále na svém místě, dobře živený a bez následků.

#### Chléb
V tranzitním baráku nastává den, kdy vězni dostanou příděl chleba a sledě. Každý doufá, že dostane lepší část ryby a spravedlivý kousek chleba, který se nesmí jíst rychle – musí se pomalu cucat, aby vydržel co nejdéle. Hlavní postava se dostane do skupiny vězňů poslaných na práci do pekárny. Tam je omámená vůní chleba a sledováním rozpálených pecí. Mistr jim dovolí najíst se – dostanou bochník teplého bílého chleba a čaj s povidly. Po jídle se pokusí pracovat, ale jsou příliš slabí, neunesou ani nosítka se sutí. Nakonec dostanou na cestu zpět bochník chleba, který si ukryjí do kapes a kalhot. Večer se vrací do tábora a hlavní postava se o svůj chléb rozdělí s ostatními, než vyčerpáním usne.

#### Zaklínač hadů
Platonov, bývalý filmový scenárista, přežívá v brutálních podmínkách tábora. Přichází na naleziště Džanchara, kde vládnou zloději a násilníci. Nejprve ho zbijí a ponižují, ale brzy si uvědomí, že má něco, co ostatní nemají – umění vyprávět příběhy. Přijme roli „zaklínače hadů“ – večer co večer předčítá a „cancá romány“, aby si zajistil jídlo a mírnější zacházení. V táboře se tak stává cenným a chráněným vypravěčem. I když cítí, že se tím poněkud ponižuje, hlad a strach vítězí. Nakonec však stejně umírá – jednou se při práci napřáhne krumpáčem, zavrávorá a padne obličejem na kámen.

#### Tatarský mula a čistý vzduch
V cele přeplněné horkem vězni čekají na transport do táborů. Tatarský mula, energický starý muž, se utěšuje, že v lágru je „čistý vzduch“ a přežije tam lépe než ve vězení. Vězňové touží opustit dusné cely a věří, že je čeká lepší život. Realita je však jiná – po dlouhé cestě vlakem na sever jsou vyloženi do drsné tajgy, kde na ně čekají mráz, hlad a tvrdá práce. Iluze mizí během několika týdnů. Denní normy jsou nesplnitelné, spánek nedostatečný a tresty za selhání nelítostné. Brzy vězni pochopí, že vězení bylo v porovnání s táborem rájem – tam alespoň měli střechu nad hlavou a teplé jídlo.

#### První smrt
Vězni pracují v noční směně v krutém mrazu, lopotí se v závějích, zatímco eskorta se psy hlídá. Hlad a únava se po několika hodinách otupí a mechanicky pokračují v práci. Cestou zpět do baráků narazí na tělo Anny Pavlovny, oblíbené sekretářky velitele tábora. Leží mrtvá ve sněhu, uškrcená. Vedle ní stojí vyšetřovatel Štěmenko, známý svou brutalitou vůči vězňům. Pokusí se sáhnout po pistoli, ale vězni ho okamžitě přemohou a svážou. Tělo ženy naloží na saně a odvezou do tábora. Štěmenko je odsouzen na pouhých deset let. Vězňové se vracejí ke své kruté každodennosti.

#### Teta Polja
Teta Polja, posluha velitele tábora, umírá na rakovinu žaludku. V lágru byla sedm let a věřila, že přežije celý trest. Byla ceněná pro svou poctivost a kuchařské umění. Když onemocní, velitel se o ni stará – dostane samostatný pokoj, návštěvy a balíčky. Před smrtí žádá o zpověď a přichází za ní bývalý vězeň Peťka Abramov, nyní „otec Petr“. Po smrti ji pochovají na nemocničním hřbitově bez kříže, jen s číslem. Otec Petr se vzepře, vyhrožuje stížnostmi a nakonec prosadí postavení prvního kříže na tomto hřbitově. Náhrobní tabulka je nejprve špatně označena, ale díky otci Petrovi je její jméno nakonec opraveno.

#### Vázanka
Marusja Krjukovová, dcera ruského emigranta, se po návratu z Japonska dostává do tábora na Kolymě. Má výjimečný talent na ruční výšivky, a tak ji přeřazují na práci pro vedení. Žije v přísném režimu pod dohledem kontrolorky. Když onemocní, dostává se do nemocnice, kde ji léčí chirurg Valentin Nikolajevič. Z vděčnosti chce jemu i lékaři darovat vlastnoručně vyšívané vázanky. Přestože kontrolorka souhlasí, přichází úředník Dolmatov, vázanky zabaví a jednu si ponechá. O něco později Marusja spatří Dolmatova na koncertě – nosí přesně tu vázanku, kterou chtěla darovat Valentinu Nikolajevičovi. Zoufale na ni ukazuje a křičí na něj: „Vaše vázanka!“

#### Tajgo má zlatá
V tranzitním táboře, přezdívaném „malá zóna“, čekají vězni na transport do různých pracovních táborů. Každou noc se vyvolávají jména, dveře se otevírají a lidé mizí v mrazivé temnotě. Hlavní postava leží na spodní pryčně, příliš slabá na boj o lepší místo. Když je vyvolána k odjezdu, prosí náboráře, aby ji nevzal – je nemocná a neschopná práce. Náborář ji po krátkém zkoumání vyškrtne ze seznamu. V noci je svědkem bizarního výstupu – charbinský zpěvák musí pro zábavu vězeňského bosse zazpívat píseň Tajgo má zlatá a za odměnu přichází o svůj kabát. Po několika dnech felčar rozhodne o jeho převozu do nemocnice, čímž se mu podaří vyhnout těžké práci a možná i smrti.

#### Vaska Děnisov, únosce prasat
Vaska Děnisov, vyhladovělý vězeň, se v zimním soumraku vydává do vesnice, aby si vydělal na jídlo. Přinese dříví staršímu páru, ale místo jídla dostane jen tři rubly – nic, za co by si mohl koupit tabák nebo něco k snědku. Zoufalý a slabý se rozhodne krást. Vnikne do spíže bohatého domu a objeví pytle s kroupami a zmrzlá prasata. Bez síly na jejich porcování popadne jedno malé sele a prchá. Obyvatelé domu ho pronásledují, střílejí po něm, ale Vaska se zabarikáduje v táborové kulturní místnosti. Ve své divoké zoufalosti začne hryzat syrové zmrzlé sele. Když ho o chvíli později zadrží stráž, už stačil sníst jeho polovinu.

#### Serafim
Serafim, laborant na dalekém severu, se snaží uniknout minulosti, ale jednoho dne dostane dopis od manželky. Bojí se ho otevřít, ale když to nakonec udělá, zjistí, že žádá o rozvod. Zoufalství ho pohltí a rozhodne se ukončit svůj život. Nejprve vypije jed, ale účinek je pomalý. Rozřízne si žílu, ale krvácení se zastaví. V panice běží k řece a skočí do ledové vody, snaží se ponořit pod led. Lidé ho ale zachrání a odnesou do nemocnice. Lékaři mu vpraví glukózu, ale zjistí, že kyselina už zničila jeho vnitřnosti. Serafim umírá, jeho plán byl nakonec úspěšný.

#### Volný den
Hlavní postava narazí v lese na vězeňského kněze Zamjatina, který si v osamění opakuje liturgii, aby si připomněl svůj bývalý život. Tvrdí, že mu modlitba pomáhá snášet hlad a utrpení. Večer v táboře hlavní postava náhodně přistihne dva zloděje, jak v přístěnku zabíjejí štěně, které pak uvaří k večeři. Masová polévka voní celému baráku, ale většina vězňů odmítne jíst. Semjon nabídne maso Zamjatinovi, aniž by mu řekl, co jí. Po jídle mu ale cynicky oznámí, že právě snědl psa, který ho denně doprovázel. Zamjatin se s bledou tváří vyřítí ven a začne zvracet. Nakonec jen suše pronese: „Ale chutnalo mi to. Nebylo horší než skopové.“

#### Domino
Hlavní postava, těžce podvyživená, se dostává do táborové nemocnice, kde ji lékař Andrej Michajlovič zachrání život. Dostává příděly jídla, nabírá síly a postupně se zotavuje. Jednoho večera ho Andrej Michajlovič pozve na partii domina – hra samotná je nezajímavá, ale doprovází ji čaj, kaše a přátelská atmosféra. Po letech se jejich cesty znovu zkříží, když hlavní postava pátrá po Andreji Michajlovičovi v jiném táboře. Najde ho nemocného tuberkulózou, poté co byl kvůli byrokratické šikaně poslán na smrtící transport. Přesto se mu podaří přežít. Později hlavní postava pracuje jako sanitář a díky Andreji Michajlovičovi se dostane na zdravotnické kurzy. Když po letech vzpomínají na svou první partii domina, Andrej Michajlovič přizná: „Chtěl jsem vám jen udělat radost.“

#### Herkules
Lékař Andrej Ivanovič Dudar přinese jako dárek na oslavu stříbrné svatby ředitele nemocnice svého oblíbeného kohouta. Mezi hosty je i Čerpakov, velitel sanity, který se opíjí a začne předvádět svou sílu. Nejprve zvedá židle a zápasí v páce, ale nakonec se rozhodne předvést „ruskou sílu“ – utrhnout kohoutovi hlavu holýma rukama. S pobavením a hrubou silou to skutečně udělá, zatímco hosté obdivují jeho sílu a dámy mu utírají zakrvácené kalhoty. Andrej Ivanovič v šoku narazí na bezhlavé tělo svého kohouta, ale místo odporu ho odkopne pod stůl a připojí se k tanci, protože Čerpakov nerad vidí opozdilce.

#### Terapie šokem
Merzljakov, velký a silný muž, trpí v táboře hladem a vyčerpáním. Všimne si, že příděly jídla se neřídí váhou vězňů, a zatímco menší lidé přežívají déle, ti větší rychle umírají. Aby se vyhnul smrti v těžké práci, předstírá ochrnutí páteře a dostává se do nemocnice. Tam ho neuropatolog Petr Ivanovič odhalí jako simulanta a rozhodne se ho vyléčit „šokovou terapií“. Nejprve mu během narkózy násilím narovná tělo, ale Merzljakov se i poté znovu schoulí do své předstírané polohy. Nakonec mu vpraví do žíly nadměrnou dávku kafrového oleje, čímž vyvolají záchvat zuřivého křečovitého napětí. Po této hrůzné „léčbě“ Merzljakov kapituloval a s rezignací řekl: „Napište mi propustku.“

#### Limba
Limba, nízká borovice rostoucí na Dálném severu, je houževnatý a citlivý strom. Na podzim se ohýbá k zemi a uléhá ke spánku pod sněhovou pokrývkou, aby přečkala krutou zimu. Na jaře, dříve než kdokoli jiný, vstává a napřimuje se, předpovídajíc příchod tepla. Někdy ji oklame ohniště a vstane předčasně, jen aby ji znovu zasypal sníh. Limba je symbolem naděje – uprostřed běloby zimy připomíná zeleným jehličím jih a život. I když v létě zaniká mezi rozkvetlou tajgou, na podzim se stává majákem v opuštěném kraji. Je považována za nejpoctivější ruský strom, jehož dřevo hřeje nejvíc.

#### Červený kříž
V táboře je jediným skutečným ochráncem vězňů lékař, který může rozhodnout o jejich pracovním zařazení, odpočinku či hospitalizaci. Lékaři však často čelí nátlaku vedení i kriminálníků, kteří je chtějí využít pro vlastní prospěch. Kriminální gangy vytvářejí systém tzv. „Červeného kříže“ – legendu o tom, že chrání zdravotníky, pokud jim pomáhají s falešnými diagnózami a přidělováním lůžek zdravým zločincům. Ti lékaři, kteří odmítli spolupracovat, byli často brutálně zavražděni. Tábor korumpuje každého – vězně, dozorce, civilisty i odborníky. Každý, kdo prošel touto školou přežití, odchází morálně zlomený, změněný a neschopný se vrátit k normálnímu životu.

#### Spiknutí právníků
Hlavní postava, vězeň pracující v brutálních podmínkách Kolymy, je předvolána k vyšetřovateli Romanovovi, který ji nečekaně odváží na vyšetřovnu. Tam je postavena před důstojníka Smertina, který ji obviní z psaní stížností na špatné příděly chleba. Bez vysvětlení je pak převezena do vyšetřovacího vězení Serpentinová, což je obávané místo plné mučení a poprav. Během transportu se setká s dalšími právníky, kteří byli podobně zatčeni. Po několika dnech je však nečekaně propuštěna spolu s ostatními, když vyjde najevo, že kapitán Rebrov, iniciátor jejich zatčení, byl sám zatčen. To dokazuje absurdní a nepředvídatelnou povahu táborového systému.

#### Tyfová karanténa
Andrejev je umístěn do přeplněného tábora, kde zuří tyfová karanténa. Lidé se tísní v obrovských skladištích, denně dostávají skromné příděly jídla a jediné, co mohou dělat, je čekat. Hygienické podmínky jsou katastrofální, všichni jsou zavšivení. Po týdnech v tomto pekle se Andrejev naučí přežít – vyhýbá se těžké práci, snaží se zůstat v tranzitní zóně co nejdéle. Když karanténa končí, je vybrán mezi vězně určené k přesunu. Doufá, že se dostane na lehčí místní komando, ale nakonec ho s ostatními posílají zpět do zlatých dolů, kde ho čeká hlad, mráz a jistá smrt.

### Levý břeh (II. Sebrané spisy)
Pokračování sebraných spisů, složených z povídek z kolymských gulagů; stejně jako první díl, i druhý díl je velmi vysoce hodnocen (opět přes 90%). Když po šesti letech strávených na Kolymě přivezli Varlama Šalamova v lednu 1944 do táborové nemocnice, byl v bezvědomí a při výšce 185 cm vážil pouhých 48 kilogramů. Trpěl nemocí způsobenou vyčerpávající prací a dlouhým hladověním. Díky nezištné pomoci několika lékařů – jak sám píše – „vstal z mrtvých“ a později se stal sanitářem v ústřední táborové nemocnici zřízené v obci Debin na levém břehu Kolymy.
Levý břeh znamenal zlom v jeho vězeňském osudu – dal mu šanci stát se znovu člověkem. V povídkách zařazených do knihy Levý břeh autor s přesností chirurga popisuje nejen všepohlcující hrůzy táborů, ale i skromná gesta těch, kteří na levém břehu zachraňovali lidské životy.
Šalamov měl k lékařům na Kolymě úctu. Byli pro něj jedinými, kdo dokázali rozpoznat a pochopit lidské utrpení, a často mu i zabránit. Přesto však jeho povídky nejsou psány s úmyslem ukázat Levý břeh jen jako oázu dobra. Šalamov v nich zůstává skeptikem, jakým ho tábor učinil: „Člověk by si měl pamatovat spíše zlo než dobro.“
Kniha obsahuje následující povídky:

#### Co jsem viděl a pochopil v lágru
Šalamov ve svých zkušenostech z gulagu odhaluje křehkost lidské civilizace – hlad, zima a násilí dokážou během tří týdnů změnit člověka v divoké zvíře. Přátelství se rodí jen ve snesitelných podmínkách, ne v extrémním utrpení. Hněv je silnější než naděje. Tábor ničí duši, zatímco vězení může charakter posílit. Stalinova moc stála na zabíjení nevinných. Nejhůře se v táboře drželi straničtí pracovníci a vojáci. Nejodolnější byli věřící. Násilí je univerzální argument. Život v lágru je neustálým bojem o přežití, kde vítězí pud sebezáchovy. Lágr člověka kazí – nikdy mu nic dobrého nedá.

#### Prokurátor Judeje
V prosinci 1947 přistává v zálivu Nagajevo parník Kim s 3 000 vězni. Cestou došlo ke vzpouře, a proto bylo podpalubí zatopeno ve čtyřicetistupňovém mrazu. Mrtvé házejí na břeh, těžce nemocné rozvážejí do nemocnic. Nový chirurg Kubancev, zvyklý na frontové podmínky, je zděšen. Jeho nadřízený Braude, bývalý vězeň, přebírá velení a práce pokračuje. Amputace jsou nevyhnutelné, zmrzlé končetiny nelze zachránit. Kubancev po letech zapomíná mnoho detailů, ale nikdy nezapomene pach rozkládajícího se masa. Ironií osudu si po sedmnácti letech pamatuje všechny detaily – jen ne jméno lodi, která přivezla tolik utrpení.

#### Malomocní
Po válce se malomocní, kteří se ukrývali mezi válečnými invalidy, dostali zpět do záznamů lékařů. Sergej Fjodorenko, bývalý skladník, skrýval svou nemoc mezi omrzlinami, ale lékař Krasinskij odhalil lepru. Spolu s ošetřovatelkou Šurou Leščinskou byl izolován, čekali na eskortu do leprosária. Ve strachu z osudu utekli podlahou do sklepení nemocnice, kde spolu strávili poslední dny v utajení. Když je po třech dnech objevili, byli nazí a opilí. Přikryli je dekou a vrátili do cel. Brzy byli oba přepraveni do leprosária spolu s vězněm Korolkovem, který je jako hlídač doprovázel.

#### Na ambulanci
V táborové ambulanci probíhá vyšetřování vězňů z transportu ze Zlatonosného naleziště. Zlomeniny a obvazy se ukazují jako zástěrka – pod sádrou jsou ukryté nože, které sloužily v brutálních „čubčích válkách“ mezi zločineckými skupinami. Lékařka Klavdija Ivanovna je zděšená, ale systém v táboře už dávno přijal násilí jako normu. Vězni se pokoušejí dostat na tuberkulózní oddělení, aby unikli těžké práci – v ústech nosí nakažený chrchel nebo přidávají krev do moči. V noci dorazí ženský transport, v němž je i krásná, nemocná Valja Gromovová. Přestože má tuberkulózu, odmítají ji přijmout – je lesba. Klavdija se psychicky hroutí.

#### Geologové
Do nemocnice přichází tajný transport dvanácti geologů a jedné ženy, kteří byli zatčeni v zahraničí a odsouzeni k patnácti až pětadvaceti letům. O jejich osudu rozhoduje zvláštní správa, která jim poskytuje lepší podmínky než běžným vězňům – čisté prádlo, pravidelné lázně a vlastní oddělenou ubikaci. Geologové nabízejí vedení nový vědecký objev a Moskva jim postupně povoluje kino, záclony i krátké procházky. Dozorci se cítí poníženi, zejména Chabibulin, který nakonec žádá o přeřazení. Jedné noci však geologové beze stopy mizí. Zůstává jen otázka, zda byli přesunuti, nebo popraveni.

#### Medvědi
Skupina pěti mužů, včetně geologa Filatova, uvízla kvůli rozvodněné řece v chatě v tajze. Jednoho dne spatří dva medvědy – mohutného samce a menší samici. Když je vyruší, samec obětuje svůj život, aby ochránil svou družku, a odvádí na sebe pozornost. Filatov, zkušený střelec, ho jednou ranou skolí. Muži ho stáhnou z kůže a maso si mezi sebou rozdělí. Zatímco štěně je vyděšené, malé kotě zuřivě trhá maso a tančí na těle mrtvého medvěda. První dva dny si muži užívají bohatý úlovek, ale třetí den se mezi nimi znovu rozhoří hádky.

#### Náhrdelník kněžny Gagarinové
Vězeň Krist se ve vyšetřovací vazbě setkává s doktorem Miroljubovem, který byl kdysi osobním lékařem knížete Gagarina a sovětského generála Putny. Miroljubov byl původně zatčen kvůli drobné krádeži, ale brzy pochopí, že je obviněn z účasti na protistátním spiknutí. Po výslechu mu ukážou výpověď Putny, která ho přímo spojuje s přípravou atentátu na Stalina. Krist mu radí vypovídat jen pravdu, ale Miroljubov je zoufalý. Nakonec je odsouzen „jen“ na pět let Kolymy, což Krist nazývá „ruským štěstím“ – mohlo to být horší. Po válce Miroljubov pracuje jako lékař na nalezišti a v roce 1965 umírá.

#### Ivan Fjodorovič
Ivan Fjodorovič, vlivný představitel sovětské správy, organizuje návštěvu amerického viceprezidenta Wallace na Kolymě. Strážní věže dočasně zmizí, vězni dostanou volno a tábor se maskuje. Wallace se účastní „dobrovolné“ práce na poli, ale brzy prokoukne, že jeho společníci jsou převlečení agenti.
Ivan Fjodorovič si užívá moc a výhody, ale politické čistky jsou neúprosné. Snaží se udržet pozici, ale nakonec je odvolán. Jeho žena Rydasovová, kdysi idealistická komsomolka, se stává nemilosrdnou funkcionářkou. V trestním táboře nechá zlikvidovat režiséra Varpachovského i jeho milenku, herečku Zyskindovou.

#### Akademik
Novinář Golubjev přichází na rozhovor s významným akademikem, který v minulosti označil kybernetiku za „škodlivou pavědu“. Dnes však o ní mluví jako o průkopnické disciplíně, aby se přizpůsobil novému politickému kurzu. Akademik pečlivě kontroluje svůj mediální obraz, přepisuje články a neustále aktualizuje své postoje podle aktuálních potřeb režimu.
Golubjev si během rozhovoru připomíná, jak byl v roce 1938 mučen při výsleších – jeho ramenní klouby byly zmrzačeny. Akademik se ho soucitně ptá, zda je to válečné zranění, a Golubjev jen stroze odpoví: „Tak nějak.“ Oba muži představují dvě tváře sovětské inteligence – jednoho poznamenala brutalita režimu, druhý se mu přizpůsobuje.

#### Mapa diamantů
V roce 1930 vede bývalý námořník Viljemson geologickou výpravu do tajgy, kde kdysi působila belgická těžební společnost. V opuštěné krajině nachází trosky továren a železnic, které Belgičané zničili při svém odchodu.
Místní patriarcha Ivan Stěpanovič, bývalý účetní Belgičanů, odmítá sdílet staré geologické mapy, protože věří, že moderní civilizace zničí jeho způsob života. Nakonec však pod tlakem rodiny mapy předá. Ukazují naleziště zlata, železa a drahokamů, ale diamanty chybí. Ty se na Višeře objeví až o třicet let později. Viljemson a jeho lidé musí pokračovat ve vlastní práci – objevují bohatství, ale ne všechna tajemství jsou odhalena.

#### Neobrácený
Hlavní postava, bývalý vězeň, se po propuštění snaží znovu začlenit do života, ale mnozí to nezvládají – někteří spáchají sebevraždu, jiní upadnou do zoufalství. Přesto si zachová pocit štěstí, že přežil tábor. V nemocnici se dostává na praxi k přísné Nině Semjonovně, která ho učí diagnostiku a lékařské řemeslo.
Daruje mu Blokovu sbírku básní a evangelium, ale on zůstává skeptikem. Po návratu do reality chápe, že náboženství není jediným východiskem. Na konci praxe dostává od Niny Semjonovny stetoskop jako symbol návratu k životu – přestože duševně zůstává „neobrácený“.

#### Nejlepší pochvala
Povídka vypráví příběh Marji Dobroljubovové, revolucionářky, která se chtěla stát teroristkou, ale nakonec nezvládla vystřelit. Celý její život ji vedl k činu, ale když nastala rozhodující chvíle, nedokázala zabít. Ve studu a zoufalství spáchala sebevraždu.
Hlavní postava se o ní dozvídá v butyrské věznici od tajemníka spolku politických vězňů Andrejeva, zkušeného revolucionáře a vězně katorgy. Vězení je pro něj druhým domovem, rozumí mechanismům represí a vidí historické paralely. Setkání s ním zanechá v hlavní postavě hluboký dojem – jeho pochvala se stává největším uznáním v životě.

#### Potomek děkabristy
Hlavní postava se v táboře setkává s chirurgem Sergejem Michajlovičem Luninem, potomkem slavného děkabristy. Lunin je inteligentní, ambiciózní a umí se přizpůsobit systému. Zpočátku mu pomůže uniknout z těžké práce do nemocnice, ale postupně se ukazuje jeho vypočítavost a bezohlednost.
Lunin se díky známostem dostává na vysokou pozici v táborové nemocnici, kde provádí riskantní operace na vyhladovělých vězních, což vede k mnoha úmrtím. Nakonec je propuštěn, ale jeho život končí tragicky – opustí ženu, která ho zachránila, a ta spáchá sebevraždu. Hlavní postava ho po letech potká v Moskvě, ale nepozdraví se.

#### Výbory chudiny
V butyrské věznici třicátých let vznikl systém kombědů – výborů chudiny, které pomáhaly nemajetným vězňům. Ti, kdo měli peníze, odváděli 10 % ze svého nákupu do společného fondu, ze kterého si chudí mohli kupovat jídlo. Tento systém byl způsobem přežití v podmínkách, kde vyšetřovaní vězni neměli téměř žádná práva.
Správa věznice se pokusila kombědy zakázat, ale vězni je chránili. Kdo se odmítl podřídit, čelil bojkotu nebo přemístění do jiné cely, kde se pravidla opakovala. Přestože šlo o neoficiální strukturu, byla důkazem lidské solidarity i v podmínkách extrémního útlaku.

#### Magie
Náčelník Stukov, zkušený pracovník trestaneckých kolonií, měl neobyčejnou schopnost vybírat vězně podle jejich povolání. Během náboru na práci dokázal pouhým pohledem rozpoznat tesaře, soustružníky nebo účetní, což bylo považováno téměř za magii.
Jeho metoda byla jednoduchá – venkované uměli řemeslo, zatímco měšťané byli často úředníci. Při výběru spolupracovníků bezpečnosti však přiznal, že takovou schopnost nemá. Když se jeden vězeň sám přiznal k práci pro bezpečnost, Stukov ho s pohrdáním vyhnal. Přestože působil drsně, mezi vězni byl oblíbený, protože nejednal krutě a nesnášel zbytečné násilí.

#### Lída
Krist, vězeň na Kolymě, si odpykal tři desetileté tresty a věděl, že i po propuštění bude pronásledován. Označení KRTD (protirevoluční trockistická činnost) v jeho spise znamenalo doživotní cejch. Před propuštěním se obrací na Lídu, úřednici táborové nemocnice, která mu kdysi pomohla uniknout násilí.
Lída souhlasí a při vyplňování jeho propouštěcího listu vynechá klíčové písmeno T, čímž Krista zbaví nebezpečné nálepky. Při přebírání osobního průkazu je mu vydán na jeden rok, což znamená možnost nový život. Krist Lídě nepoděkuje – oba vědí, že za takovou věc se děkuje činy, ne slovy.

#### Výduť srdečnice
Gennadij Zajcev, lékař v táborové nemocnici, se zajímá o nově příchozí vězeňkyni Káťu Glovackou. Při "poslechu srdce" bez stetoskopu zjistí, že má vážnou srdeční vadu – výduť srdečnice. Okamžitě varuje vedení, že jakýkoli neopatrný pohyb ji může zabít.
Táborová správa však vidí Glovackou jako problém – byla v kulturní brigádě a měla vztah s vězněm Podšivalovem. Aby je rozdělili, poslali ji na trestné naleziště. Nyní ji odmítají nechat v nemocnici, ignorují Zajcevova varování a znovu ji posílají pryč. Při nástupu do transportu Káťa umírá, zatímco její milenec bezmocně sleduje, jak se hroutí.

#### Kousek masa
V táboře se blíží konec roku, což znamená příjezd kontrolních komisí. Ty často vedou k vyhazovu vězňů z lepších pracovních míst zpět na těžkou dřinu. Golubjev ví, že je na seznamu k přesunu do trestného tábora. Aby se vyhnul transportu, předstírá akutní zánět slepého střeva a podstoupí operaci.
V nemocnici sdílí pokoj s nebezpečným kriminálníkem Kononěnkem, známým vrahem. Kononěnko nejprve plánuje zabít jiného pacienta, ale když pozná Golubjeva, rozhodne se pro něj. Nakonec ho ale zachrání moták – v táboře vypukne válka mezi zločinci a Kononěnko musí odejít. Golubjev přežil, ale v táborové hierarchii zůstává jen „srágora“.

#### Můj proces
Hlavní postava, vězeň v táboře na Kolymě, pracuje ve výkopech, když je předvolána k předsedovi stranické organizace Fjodorovovi. Ten ho večer zatkne a po několika týdnech vyšetřování je odsouzen na dalších deset let za „protistátní výroky“. Udavači, kteří ho obvinili, jsou stejní, kteří předtím dostali k soudu už několik vězňů.
V trestní zóně Dželgala panují nelidské podmínky – vězni jsou házeni z útesů nebo vlečeni na dřevěných saních. Hlad, zima a těžká práce ničí jejich vůli. Po soudu je hlavní postava převezena do věznice Jagodné, kde ho během transportu bijí dozorci. Nakonec dostává nový osobní spis a začíná další etapa jeho utrpení.

#### Esperanto
Hlavní postava vzpomíná na tranzitní věznici, kde se poprvé setkala se Skorosejevem, oportunistickým vězněm, který se vždy dokázal přizpůsobit. Skorosejev se díky loajalitě k táborové správě vyhnul těžké práci a stal se hlídačem. Když v táboře uhynul kůň, osobně se nabídl k jeho stažení, čímž si upevnil postavení.
Po letech se hlavní postava setkává se Skorosejevem v Magadanu. Skorosejev si postavil dům a zdánlivě žije dobře. Nabídne starému známému nocleh, ale ráno si za něj chladně řekne o peníze. Tím definitivně potvrdí svou povahu – v lágru i po něm se vždy dokázal prodat.

#### Zvláštní objednávka
V táborových nemocnicích existovala zvláštní objednávka – speciální příděl jídla pro nejtěžší případy. Paradoxně přicházela příliš pozdě, kdy pacient už nebyl schopen jíst. Stala se symbolem blížící se smrti.
Mladý Míša, umírající na podvýživu, si jako poslední jídlo přál halušky. Když je dostal, jen je olízl a odmítl – druhý den zemřel. Viktorov, u něhož lékaři mylně předpokládali rakovinu, dostával zvláštní příděl celý měsíc. Vězni se zlobili, že neumírá a blokuje příděl jiným. Když konečně zemřel, ukázalo se, že měl jen těžkou dystrofii. Inženýr Děmidov naopak příděl odmítl – cítil, že jsou nemocnější než on.

#### Poslední boj majora Pugačova
Major Pugačov, válečný veterán a vězeň na Kolymě, organizuje útěk z tábora. Po měsících plánování se mu podaří s dalšími jedenácti muži převzít zbraně a uniknout do tajgy. Vězni, zocelení válkou, chtějí přežít a bojovat o svobodu.
Táborová správa vysílá proti uprchlíkům vojáky. Po několika dnech pronásledování dochází k přestřelce, při níž většina uprchlíků padne. Pugačov unikne, ale ví, že brzy bude dopaden. Skrývá se v medvědím brlohu a vzpomíná na své druhy, kteří bojovali do posledního dechu. Nakonec si vezme život, aby se vyhnul zajetí.

#### Velitel nemocnice
Doktor Doktor, velitel nemocnice v táboře, patří mezi nejtemnější postavy Kolymy. Je bývalý čekista, který rozhodoval o životech vězňů. Když zjistí, že hlavní postava, vedoucí zdravotník, má v osobním spise označení KRTD, začne proti němu intriky.
Nejprve se ho pokusí dostat z nemocnice falešnými obviněními. Nakonec ho na základě absurdního přestupku posílá na výkopy. Hlavní postava si z trestu nic nedělá a s ironií vzpomíná na svou „kolečkařskou vědu“ z minulých let. Doktor Doktor se ho snaží zlomit, ale v nových politických poměrech už nemá neomezenou moc. Nakonec je z funkce odstraněn a poslán pryč.

#### Antikvář
Hlavní postava je přeřazena z noční na denní službu v táborové nemocnici, což vnímá jako zlepšení svého postavení. Jedné noci si všimne vyhublého, zarostlého muže, který hltavě doluje zbytky jídla z kotlíku. O několik dní později je náhle převelen na zdravotnické kurzy v Magadanu a zjišťuje, že jeho spolucestující na korbě je onen muž – bývalý kapitán NKVD, který se nyní vydává za lékaře.
Postupně se ukazuje jeho minulost – byl vyšetřovatelem, který používal chemické látky k potlačení vůle vězňů. Po táboru se pohybuje sebejistě, věří, že se vrátí ke své práci. Nakonec končí jako třídič knih v antikvariátu, stále se snažící rehabilitovat své jméno.

#### Americká výpomoc
Americká lend-lease pomoc přinesla na Kolymu nejen techniku, ale i potraviny, které však vězňům často zůstávaly nedostupné. Americké konzervy, chléb a máslo mizely v rukou táborové správy, zatímco vězni dostávali zkažené sobí maso. Glycerin se prodával jako „americký med“, a když přišel buldozer, všichni čekali, že ulehčí práci.
První úkol však nebyl spojen se dřevem, ale s něčím hrůznějším – buldozer shrnoval mrtvoly ze starého hromadného hrobu do nového. Mrtvá těla, zachovaná v mrazu, byla bez milosti naházena do jámy. Otcovrah Lebeděv, vězeň za volantem buldozeru, hrdě plnil svůj úkol.

#### Sentence
V táboře hlavní postava přežívá v krutých podmínkách, kde se vězni stávají bezejmennými stíny, a zloba je posledním lidským citem. Pracuje jako vařič vody, ale ani tuto lehkou práci nezvládá. Pomalu se vrací k životu, když si uvědomuje, že se mu vrátila lhostejnost, strach a závist – pocity silnější než smrt.
Jedné noci se mu v mysli vynoří slovo sentence – první intelektuální myšlenka po letech. Je to důkaz, že život se vrací. Když v táboře zahraje gramofon symfonickou hudbu, vězni, vrahové i zloději, se shromáždí v posvátném tichu – i oni touží po kráse.

### Mistr lopaty (III. sebrané spisy)
Třetí díl sebraný spisů povídek Varlama Šalamova z kolymských lágů; stejně jako předchozí dva díly, i tento je vysoce hodnocen (opět přes 90%). Po propuštění z gulagu chtěl Varlam Šalamov podat zprávu o krutostech a zločinech, kterých se stalinský režim v táborech dopouštěl na nevinných lidech. V roce 1954 začal psát své Kolymské povídky. A aby jeho svědectví bylo patřičně naléhavé, zvolil styl využívající dokumentární prvky a odosobněný, nehodnotící způsob vyprávění, který nazval „novou prózou“ – prózou, která podle něj musí být „psána vlastní krví“.
Kniha obsahuje následující povídky a jednu esej:

#### Záchvat
V povídce se hlavní postava ocitá v nemocnici, kde prožívá záchvaty a vnímá halucinace spojené s minulými zážitky. Vzpomíná na těžkou práci na Dalekém severu, kdy po dlouhém období bez odpočinku musel denně přinášet dřevo. Při jednom takovém výletu do lesa, kdy se vyčerpal, došlo k jeho zhroucení a omdlení. Halucinace se mísí s realitou a on si uvědomuje, že není na severu, ale na neurologii, kde mu lékař poskytuje péči. Dává se do klidu, přičemž se rozhoduje pro samotu a přemýšlí o své minulosti.

#### Slovo nad hrobem
V povídce se vypráví o osudech několika lidí, kteří prošli těžkými podmínkami sovětských pracovních táborů. Každý z nich zemřel, a autor vzpomíná na jejich životy a smrti. Popisuje muže, kteří byli v táboře pronásledováni nejen hladem, ale i násilím, zradou a ztrátou lidské důstojnosti. Někteří byli bývalí političtí vězni, kteří se znovu ocitli ve vysoce nebezpečných podmínkách. V příběhu se objevují i kruté detaily, jak těžká byla každodenní existence v táborech, včetně popisů krádeží, intrik a tragických konců. Není to jen vzpomínka na mrtvé, ale i na ztracené naděje a zničené životy.

#### Jak to začalo
V povídce se popisuje nástup drastických změn na pracovních táborech během zimy 1937-1938. Po změně pracovních podmínek a nevyplacení mezd přicházejí do tábora noví vojáci, kteří nahrazují dosavadní stráže. Znepokojení vězni se ocitají v těžkých podmínkách s rostoucím hladomorem a pracovními nároky. Systém odměn, kde byly peníze nahrazeny jídlem, vyvolává napětí. Propojení s historickými událostmi, jako byla smrt Berzina, ukazuje na rostoucí násilí a nebezpečí v táboře, kde nesplnění pracovních norem může vést až k popravám. Třetí "smrtelný vichr" zmiňuje masovou úmrtnost vězňů kvůli hladu a nemocem.

#### Písmo
V tomto příběhu se vyšetřovatel zabývá Kristovým spisem a požaduje po něm, aby napsal žádost o převedení na lehčí práci. Krist, vězeň s kaligrafickým písmem, je neustále využíván k psaní dokumentů. Po mnoha měsících, kdy Krist přepisuje a spisuje seznamy, si uvědomí, že složka, kterou právě pracuje, je jeho vlastní. Vyšetřovatel, který měl být mladší než Krist, nakonec složku zničí, čímž vyvolá u Krista vnitřní uvědomění o své nevyhnutelnosti a moci režimu. I když si Krist uvědomí, že jeho přátelé byli zastřeleni, on stále přežívá, což podtrhuje brutalitu a absurditu systému.

#### Kachna
V povídce „Kachna“ sledujeme vyčerpanou potápku, která zůstala za hejnem a hledá oddech v tůni zamrzajícího potoka. Její zoufalý boj o přežití se protne s hladovým trestancem z blízkého pracovního tábora. Muž ptáka pronásleduje mrazivý večer po ledě, klackem roztlouká kry, hází kamení, přesto kachna pokaždé unikne pod led do sousední díry. Kořist pro něj nepředstavuje maso, nýbrž dar pro předáka, který by jej ušetřil transportu na horší štaci. Nakonec se vězeň s omrzlými prsty vrací s prázdnou, zatímco kachna pomalu hyne v ledu. Paralelní bezmoc obou bytostí podtrhuje absurditu tábora a atrofii svobodné vůle.

#### Byznysmen
„Byznysmen“ představuje Kolju Ručkina, mladého vězně, jenž si na zlatonosném nalezišti úmyslně odstřelil pravou ruku, aby unikl nejtěžší práci. V táborové nemocnici se z něj mezi „samoruby“ stává obratný obchodník: mění příděly, tabák i jídlo, stále s bezcitně veselým úsměvem. Trápí ho však fantomová bolest chybějících prstů, mrazivá připomínka krumpáče, který už nikdy nesvérne. Zdravotníkovi líčí, jak spolu s krajany odpálili ruce výměnou za chleba a krátkou pohodu. Ručkinův triumf je dočasný: brzy opustí bezpečí nemocnice a vrátí se do Kolymy, kde obchodní talent ani falešný úsměv neochrání před chladem, hladem a libovůlí dozorců. 

#### Kaligula
„Kaligula“ zachycuje groteskně krutou scénu z tábora zostřeného režimu. Opilý šéf transportu Ardaťjev, přezdívaný podle římského tyrana, přivádí v noci vyčerpaného koně, jenž údajně „tři dny nepracoval“, a rozkazuje zavřít zvíře do korekce mezi vězně na obávanou „dvaasedmdesátku“ – o vodě a bez žrádla. Vojáci absurdní příkaz mlčky splní, paralyzováni strachem. Ardaťjev se mezitím ve strážnici zhroutí v opileckém spánku, zatímco hlídači cynicky recitují Děržavinovy verše o Kaligulově koni v senátu. Povídka odhaluje opojení mocí, kdy o lidských i zvířecích osudech rozhoduje rozmar opilce a aparát poslušně koná, ať chápe nesmyslnost sebevíc. 

#### Mistr lopaty
Krist, vězeň na nalezišti, se dostává pod vedení nového brigadýra Kostočkina, který byl původně v Charbinu. Kostočkin se od ostatních brigadýrů liší svou postavou a odlišným přístupem k práci. Krist se setkává s tímto charbinským inženýrem, který ho povyšuje na druhou kategorii a dává mu lepší příděl, což pro Krista znamená zlepšení jeho životních podmínek. Povídka ukazuje, jak se Krist snaží zůstat v brigádě a využít tuto příležitost k lepší budoucnosti, ale jeho úsilí se setkává s neúspěchem a prokletím tábora.

#### RUR
V této povídce je popisována situace, kdy vězni pracují v táboře, kde jejich práce je doslova synonymem pro smrt. RUR je zkratka pro rota zostřeného režimu, což znamená, že vězni, kteří jsou posláni sem, nejsou odmítači práce, ale zkrátka mají vyčerpané síly. Povídka reflektuje jejich každodenní trápení, kdy je práce a smrt propojená. Vyprávění je protkáno smutkem a beznadějí, kdy vězni očekávají jen trest, přičemž ztrácejí jakoukoliv naději na zlepšení jejich osudu.

#### Bogdanov
Povídka vypráví příběh Bogdanova, bývalého zmocněnce NKVD, který je po ztrátě své mocenské pozice přeložen na uhelný průzkum. Zde se dostává do konfliktu s vězni i s civilisty, a jeho bezohlednost a pýcha vedou k jeho vlastnímu pádu. Bogdanov, přestože měl moc, je nakonec přemístěn na jiné místo, kdy přichází nový náčelník. Povídka ukazuje, jak náčelníci, kteří byli dříve mocní, přicházejí o svou pozici, a to jak v táboře, tak v širším politickém kontextu, což je zobrazeno prostřednictvím jeho chování a interakcí s ostatními postavami.

#### Inženýr Kiseljov
Povídka se zaměřuje na inženýra Kiseljova, mladého a energického muže, který pracuje jako nadřízený v táboře na Dalekém severu. I když je teoreticky nepolitický, ukáže se, že jeho krutost a sadismus nemají hranic. Kiseljov neustále hledá příležitosti k násilí, a to nejen na vězních, ale i na svých podřízených. Povídka zobrazuje morální pád a brutalitu systému, kde se lidskost vytrácí a kde i ten, kdo se zdá být mimo politické machinace, se stává krutým vykonavatelem moci.

#### Láska kapitána Tolleyho
V této povídce sledujeme Isaje Rabinoviče, bývalého ředitele státní pojišťovny, který je vězněn na Kolymě. Rabinovič se vyhýbá tvrdé práci v dole a místo toho dělá relativně lehkou práci můstkaře. Přesto se ukazuje, že jeho vztahy s táborem a systémem jsou komplikované. Povídka ukazuje různé formy přežití v lágru, včetně Rabinovičovy manipulace se systémem a jeho vztahu s ostatními vězni, a zároveň se zaměřuje na morální dilema přežití v tomto krutém prostředí.

#### Kříž
Povídka sleduje slepého kněze, který žije v chudobě na severu a stará se o své kozy. Po smrti svého syna přišel o zrak a stal se závislý na své ženě, která se o něj stará. Povídka reflektuje jeho osobní tragédii a ztrátu, stejně jako vztah k jeho rodině. Zatímco on žije ve své vlastní temnotě, jeho žena trpí těžkou fyzickou a emocionální zátěží. Příběh vyúsťuje v dramatický okamžik, kdy kněz čelí nejniternějšímu konfliktu ve svém životě, který ukazuje, jak i ti, kdo jsou na dně, mohou být konfrontováni s nečekanými, hlubokými morálními rozhodnutími.

#### Kurzy
V této povídce se vězni z různých koutů Kolymy dostávají na zdravotnické kurzy v nemocnici, kde se postupně seznamují s nástrahami života na severu. Příběh se zaměřuje na to, jak se vězni vyrovnávají s neustálým strachem z neúspěchu, přičemž se učí nejen teoretickým znalostem, ale také získávají naději na lepší život. Nicméně skutečná výzva spočívá v přítomnosti neustálé nejistoty, která ovlivňuje jejich každodenní život.

#### První čekista
Povídka popisuje příběh muže jménem Gavriil Alexejev, který je bývalým náčelníkem hasičského sboru a vězněm, jehož příběh se rozvíjí v jeho vězeňské cele. Alexejev přemítá o své minulosti a o tom, jak se dostal do vězení. Když je zavřený, rozebírá nejen svou minulost, ale i širší souvislosti politického života a války. Příběh se zaměřuje na jeho introspekci a vzpomínky.

#### Weismannista
Povídka sleduje příběh Andrejeva, který absolvuje zdravotnické kurzy a ztrácí důležité poznámky během nešťastného setkání s medvědem. Zatímco jeho život ve vězení není snadný, jeho příběh je také o hledání smyslu, vyrovnání se s utrpením a neustálou snahou o přežití. Andrejev prochází komplikovanými situacemi, ztrátou a bolesti, ale také hledáním odpovědí na své otázky.

#### Do nemocnice
Povídka vypráví příběh Krista, vězně, který se dostává do konfliktu se zdravotníkem. Krist si přeje být převezen do nemocnice, ale zdravotník ho neustále odkládá. Příběh zobrazuje nejen nespravedlivé chování, ale také frustraci a bezmoc vězňů v táboře, kde se jejich touhy a potřeby často setkávají s ignorancí a krutostí.

#### Červen
Povídka se soustředí na Andrejeva, který pracuje v šachtě a setkává se s různými postavami. Jeho život ve vězení se spojuje s těžkou prací, neustálým tlakem a mícháním politiky a osobními dilematy. Příběh zachycuje drsný život vězňů, jejich snahu přežít a zároveň se vyrovnávat s vnitřními konflikty a vyčerpáním.

#### Květen
Povídka se soustředí na těžký a drsný život vězňů v zlatých dolech. Zobrazuje jejich každodenní boj s hladem, brutalitou nucených prací a jejich odolnost, která se projevuje v malých přežitíních taktikách, jako je vychutnávání nejmenších kousků jídla. Děj sleduje Andrejeva, který zažívá krutost svých spoluvězňů a utlačovatelskou autoritu dozorců, stejně jako monotónní rutinu práce a nekonečný boj o přežití na místě, kde se lidskost zdá vytrácet.

#### V lázni
Tato povídka zobrazuje ironii vězeňské lázně, která, ačkoliv je určena pro hygienu, stává se symbolem utrpení pro vězně. Lázeň je vnímána jako trest, časově náročná událost, která je pro ně ještě více dehumanizující. Popisuje drsné podmínky, kterým vězni čelí, když se pokoušejí pečovat o sebe, nedostatek vhodných zařízení a podtémata o tom, jak i základní lidské potřeby jsou perverzně přetvořeny na nástroj moci.

#### Diamantový pramen
Povídka se soustředí na skupinu vězňů, kteří jsou přemístěni do vzdáleného tábora v horách. Očekávají, že tento tábor bude jiný, bez přísného dohledu dozorců, ale realita se rychle ukáže být jiná. Vězňové reflektují svůj bídný život, porovnávají ho s dalekou nadějí na svobodu. Příběh zkoumá témata zklamání a přežití v prostředí, které je navrženo k tomu, aby zlámalo ducha, přičemž vzácné chvíle oddechu přinášejí krátkou naději.

#### Zelený prokurátor
Tato povídka zkoumá bizarní a kontradiktorní svět sovětského vězeňského systému, kde jsou pojmy jako právo a spravedlnost pokřivené. Hlavní postava reflektuje měnící se význam slov jako "útěk" a "svoboda", která jsou utvářena krutými a absurdními podmínkami vězeňského života. Děj se zaměřuje na psychologii jak dozorců, tak vězňů a zdůrazňuje marnost útěku a všudypřítomný pocit beznaděje, který panuje v systému.

#### První zub
Povídka sleduje transport vězňů, kteří putují přes drsnou krajinu Uralu, a popisuje kruté podmínky jejich cesty. Vězňové musí snášet nejen fyzické výzvy terénu, ale také emocionální nápor z jejich zacházení dozorců. Hlavní postava reflektuje podivnou soudržnost, která mezi nimi vzniká, přestože čelí útlaku, když se spojují v rámci společného utrpení a malých momentů lidskosti v nelidském světě.

#### Ozvěna v horách
Děj se soustředí na příchod nového úředníka do vězeňského tábora, který má na starosti propuštění vězňů. Tento muž, starý invalidní člověk, se stává objektem zvědavosti a napětí mezi vězni. Příběh zkoumá složitou povahu vězeňské hierarchie, složité byrokratické systémy uvnitř tábora a způsoby, jakým se moc a přežití vzájemně propojují v systému, který téměř nenabízí naději na vykoupení.

#### Berdy Totéš
Berdy Totéš zachycuje tragikomický případ Turkmena Tošajeva, který se na tržišti v Novosibirsku náhodou zaplete do honu na uprchlého vězně. Důstojník Kuršakov, jenž chce utajit ztrátu, nechá podřízeného Lazareva sehnat „náhradu“ – Tošajeva vtáhnou do vagonu a předají lágru jako údajného zloděje Berdyho Totéše. Muž bez dokladů putuje roky od tábora k táboru; vypravěč jej později potkává v nemocnici, kde už mluví rusky, stále však jí rukama a marně čeká na odpověď svých stížností. Drobná byrokratická lež se promění v doživotní peklo nevinného člověka.

#### Protézy
Povídka líčí groteskně krutou razii v táborové „izolaci“, kam vyšetřovatel Pesňakevič náhle vsadí šest vězňů‑funkcionářů. Při příchodu musejí odevzdat nejen šaty, ale i kovové části vlastního těla: krejčí Pleve svléká ocelový korzet, buďonovec Karavajev strhává umělou ruku, doktor Žitkov odevzdává naslouchátko, truhlář Panin dřevěnou nohu a brigadýr Šor vytahuje skleněné oko. U vypravěče stráže žádají už jen „duši“. Ponížení, při němž vězni doslova přicházejí o oporu zmrzačeného těla, odhaluje táborový mechanismus, jenž člověka svléká až za hranici lidství a vysmívá se jeho slabosti.

#### Honba za kouřem z lokomotivy
Vypravěč a skupina vyčerpaných mužů se v padesátistupňovém mrazu plazí patnáct kilometrů tajgou, aby přivolali pomoc pro náklaďák, jemuž došel benzín. Na pokraji sil si představuje bílý dým lokomotivy – symbol svobody – a všichni společně slyší halucinační rozhlasové hlášení TASSu, které ruší „lékařské spiknutí“. Záblesk politického tání v nich probudí naději; po návratu do tábora podává vypravěč žádost o propuštění a rozbíhá dlouhý boj s úřady. Opakovaná odmítnutí však nedokážou zadusit nově probučené přesvědčení, že led dogmat může povolit a cesta z Kolymy skutečně existuje.

#### Vlak
Příběh navazuje na autorovo propuštění z Kolymy. V Irkutsku si vypravěč poprvé po osmnácti letech vychutná městský ruch, koupí si civilní drobnosti a jen těsně unikne přepadení. Získá lístek do Moskvy a chaotické nastupování do přeplněného smíšeného vagónu mu připomene vězeňské transporty: kolem se motají opilí důstojníci, pašeráci se zbožím, prostitutka i otec s malým synem. Bez kýženého zapískání lokomotivy se souprava rozjede a vypravěč si uvědomí, že vlak se stal symbolickým mostem mezi lágry a svobodou – cestou, kterou je třeba prostě přežít až do cíle.

#### O próze
Esej „O próze“ prohlašuje, že klasický román je definitivně mrtvý. Čtenář otřískaný revolucemi, válkami a gulagem už netoleruje umělé konflikty ani přebujelé popisy; věří jen dokumentu, v němž autor vystupuje jako přímý účastník dramatu. Popularita memoárů, biografií i televizního „efektu přítomnosti“ dokazuje, že literatura dnes stojí na svědectví, zatímco fantastika či široce rozkročené romány jsou jen náhražky. Nová próza musí být „napsaná vlastní krví“ – jednoduchá, přesná, nezkažená redakcí a stavěná z detailů‑symbolů. Šalamov předkládá Kolymské povídky jako model: nejde o reportáž, ale o umělecký průzkum gulagu, sledující nevratné psychické změny člověka a zlo státu. Odmítá popisy krajin i vzhledu postav; čtenář vše pochopí po dvou slovech a ornament jen brzdí myšlenku. Střídání vypravěčských osob, fragmentární dokumenty a hudební rytmus cyklu slouží jedinému cíli: zachovat živou duši, podat soud nad epochou a varovat budoucí generace před zapomněním. Podle autora právě radikální upřímnost znovu obnoví důvěru mezi spisovatelem a publikem.

### Vzkříšení modřínu; Črty ze zločineckého podsvětí (IV. sebrané spisy)
Čtvrtý díl sebraných spisů z lágrů Kolymy, stejně vysoce hodnocen jako předchozí díly (opět přes 90% u českých čtenářů). Kde se v člověku bere síla a vůle, aby vyvázl živý z pekla sovětského gulagu? I na tuto otázku hledá ve svých povídkách odpověď Varlam Šalamov, zkušený prozaik, bývalý vězeň a autor rozsáhlého povídkového cyklu o Kolymě. Aby na ni mohl odpovědět, snaží se člověka vidět ve vzájemném vztahu s přírodou, živly, přirozenou harmonií přírodních zákonitostí. Kde se definitivně ztrácí víra v člověka, je příroda symbolem věčné paměti o lidském údělu a také zdrojem křehké naděje na vzkříšení, kterou symbolicky vyjadřuje obživlá větvička modřínu. Povídky ze souboru Vzkříšení modřínu doplňují eseje shrnuté pod titulem Črty ze zločineckého podsvětí tematizující svět kriminálníků, falešný kult kriminálního podsvětí i jeho romantizující obraz v literatuře, který autor srovnává s krutou realitou a běžnými praktikami zločineckého světa.

### Externí zdroje
- baobab-books.net - Varlam Šalamov